# クミタ・リュウ
クミタ・リュウ（1940年7月20日 - ）は、日本の漫画家。岐阜県出身。岐阜県立本巣高等学校（現・岐阜県立本巣松陽高等学校）卒。血液型O型。

## 作風
ひとコマ漫画（カートゥーン）が中心。
政治漫画を主なジャンルとして､成人向けの作品を主に新聞紙上で発表している。

## 代表作
- 『平成職人絵伝』
- 『また吹く風』
- 『スコール』

ひとコマ漫画家集団“JAPUNCH”の一員としての一連の著作

## 受賞歴
- モントリオール国際漫画展（1位）
- 読売国際漫画大賞
- イギリス・ワディントン国際漫画展（1位）
- 日本漫画協会賞（大賞）
- 中日漫画大賞　など

"JAPUNCH"の一員として
- 『VIVA, CHEF!』で、平成13年度（第5回）文化庁メディア芸術祭・マンガ部門（優秀賞）
- 『CIN CIN』で、平成14年度（第6回）文化庁メディア芸術祭・マンガ部門（審査委員会推薦作品）

## 所属団体
- 日本漫画家協会
- JAPUNCH
- 「私の八月十五日」の会

## 関連事項
- ひとコマ漫画